# Театр Пиччини
Театр Пиччинни (итал. Teatro Piccinni) — театр в городе Бари, в регионе Апулия на восточном побережье Италии.
Театр Пиччинни является старейшим театром в Бари, так как в 1991 году пожаром был уничтожен театр Петруццелли (итал. Petruzzelli). Театр Пиччинни считается четвёртым театром в регионе, после того же Петруццелли, универсального зала Greco в Лечче и театра Верди в Сан-Северо.
Театр расположен на проспекте Витторио Эммануила II, одной из основных улиц города, недалеко от пересечения с бульваром Изабеллы Арагонской.

## История
Театр был построен в 1854 году и открылся 30 мая оперой «Полиевкт» (итал. Poliuto) Гаэтано Доницетти.
Автор проекта — Антонио Николлини (итал. Antonio Niccolini). В зале — 4 яруса и галёрка. Оркестровой ямы нет. Вместимость — 620 человек.
В 1855 году театр был назван в честь композитора Никколо Пиччинни — уроженца города Бари.